# استالبکرایس
استالبکرایس (به آلمانی: Ostalbkreis) یک rural district of Baden-Württemberg و منطقهٔ روستایی در آلمان است که در اشتوتگارت واقع شده‌است.

## خصوصیات
استالبکرایس ۳۱۳٬۵۷۶ نفر جمعیت دارد.